# 알리 앤 니노
《알리 앤 니노》(영어: Ali & Nino, 아제르바이잔어: Əli və Nino)는 영국과 아제르바이잔에서 제작된 아시프 카파디아 감독의 2016년 전쟁 영화이다. 아담 바크리, 마리아 발베르데 등이 출연하였다.
이 영화는 평단으로부터 엇갈린 평가를 받았다.

## 줄거리
러시아 제국 바쿠에서 아제르바이잔 출신 무슬림 알리와 동방 정교회 신자인 조지아인 니노가 사랑에 빠진다. 곧 유럽에서 제1차 세계 대전이 발발하고, 러시아 혁명이 일어나 니콜라이 2세가 퇴위한다.
갖은 장애를 극복하고 시골에서 아이를 낳고 살던 알리와 니노는 아제르바이잔 민주공화국이 독립하면서 바쿠로 돌아오고 알리는 외무부 차관으로 임명된다. 그러나 볼셰비키는 국경에 러시아 군을 운집시키는데...

## 출연
- 아담 바크리
- 마리아 발베르데
- 리카르도 스카마르초
- 호마윤 에르샤디
- 할리트 에르겐치
- 아사드 부아브
- 누만 아자르
- 코니 닐센
- 맨디 퍼팅킨